# Trachinotus rhodopus
Trachinotus rhodopus är en fiskart som beskrevs av Theodore Gill, 1863. Trachinotus rhodopus ingår i släktet Trachinotus och familjen taggmakrillfiskar. IUCN kategoriserar arten globalt som livskraftig. Inga underarter finns listade i Catalogue of Life.